# Automutilazione negli insetti
L'automutilazione negli insetti è un comportamento particolare che può assumere una certa frequenza in determinati contesti. Le sue cause sono diverse. L'insetto procede all'amputazione di un organo, più o meno volontaria, in genere utilizzando le appendici boccali. 
Un caso particolare di automutilazione è l'autotomia, che si verifica con meccanismi intrinseci all'organo.

## Tipologie

### Autopsalizia
L'autopsalizìa è un fenomeno riflesso, riscontrato negli ortotteri ensiferi. L'insetto reagisce a una pressione intensa esercitata su una zampa, rivoltandosi e afferrando l'arto con le mandibole così da sezionarlo. La reazione è condizionata dall'intensità della pressione; se questa è debole, l'insetto si limita a mordicchiare le dita dello sperimentatore o il femore della zampa compressa.

### Autospasia
L'autospasìa è lo strappamento volontario di un organo per rispondere a specifiche esigenze funzionali, come l'amputazione delle ali da parte delle femmine di alcune formiche dopo il volo nuziale, e delle femmine di alcune térmiti durante o dopo il volo prenuziale.

### Autofagia
L'autofagìa è un fenomeno, non raro, che coinvolge alcuni insetti (fasmidi, ortotteri, ecc.) tenuti in cattività. Gli insetti si divorano spontaneamente qualche zampa senza che ciò avvenga per necessità di nutrizione. In questi casi si tratta di atti anormali.